# 翰嘎利水库
翰嘎利水库是中国内蒙古自治区兴安盟科尔沁右翼中旗境内的一座水库，位于霍林河上，建于1983年。水库正常库容为8500万立方米，集雨面积为188平方千米，海拔为284.5米。